# Ceratonia
Ceratonia és un gènere de plantes amb flor de la família Fabaceae.

## Característiques
Són arbres de fruits en beina força grans.
L'única espècie que es troba a les nostres contrades és el garrofer (Ceratonia siliqua). D'altres es troben a Somàlia i a l'Amèrica del Sud, entre altres llocs.

## Taxonomia
- Ceratonia chilensis (Mol.) Stuntz
- Ceratonia coriacea
- Ceratonia inermis
- Ceratonia oreothauma
- Ceratonia siliqua L. - garrofer